# Ziad Jaziri
Ziad Jaziri (ar. زياد جزيري, ur. 12 lipca 1978 w Susie) – tunezyjski piłkarz występujący na pozycji napastnika, reprezentant Tunezji.

## Kariera klubowa
Jaziri swoją karierę rozpoczynał w klubie z rodzinnego miasta, Étoile Sportive du Sahel. Grał w nim w latach 1999-2002. Następnie w latach 2003-2005 występował w tureckim Gaziantepsporze, a w latach 2005-2007 był piłkarzem francuskiego Troyes AC. W sezonie 2007/2008 grał w kuwejckim Al-Kuwait Kaifan, w którym zakończył karierę.

## Kariera reprezentacyjna
Jaziri zadebiutował w reprezentacji Tunezji w grudniu 1999 w meczu przeciwko Ghanie. W 2002 wystąpił z drużyną na Mistrzostwach Świata w Japonii. W 2004 był w składzie ekipy, która zdobyła Puchar Narodów Afryki na własnych boiskach, po finałowym zwycięstwie nad Marokiem. Występował również w turnieju finałowym Pucharu Narodów Afryki 2006 w Egipcie, w którym Tunezja odpadła po rzutach karnych w ćwierćfinale z Nigerią. W tym samym roku został również powołany do drużyny prowadzonej przez Rogera Lemerre'a na Mundial w Niemczech. W pierwszym meczu grupowym przeciwko Arabii Saudyjskiej (2:2) zdobył bramkę. W drużynie narodowej rozegrał 60 meczów i zdobył 15 goli.